# Asher (Oklahoma)
Pour les articles homonymes, voir Asher (homonymie).
Asher est une ville du comté de Pottawatomie située dans l'État d'Oklahoma, aux États-Unis,. En 2010, elle compte une population de 393 habitants.

## Démographie
Lors du recensement de 2010, la ville comptait une population de 393 habitants, tandis qu'en 2019, elle est estimée à 412 habitants.